# Alfréd-szarvas
Az Alfréd-szarvas (Rusa alfredi, korábban Cervus alfredi) az emlősök (Mammalia) osztályának párosujjú patások (Artiodactyla) rendjébe, ezen belül a szarvasfélék (Cervidae) családjába és a szarvasformák (Cervinae) alcsaládjába tartozó faj.
Korábban ezt a szarvasfajt a Cervus nembe helyezték, a Rusa alnem tagjaként, de manapság az alnemet nem rangra emelték.

## Előfordulása
A Fülöp-szigeteken honos.

## Megjelenése
Testhossza 125 centiméter. A szőre sötétbarna színű. Mint a legtöbb szarvasfélénél, az Alfréd-szarvasnál is csak a bikának van agancsa.
|  |  |

## Életmódja
Többnyire magányos életmódot folytat.

## Természetvédelmi helyzete
A faj a Fülöp-szigetek törvényei alapján teljes védelmet élvez. A faj állományának hatalmas csökkenéséért (egy 1991-es felmérés szerint a szarvas már csak eredeti élőhelyének 5%-án található meg) a vadászatot, a fakitermelés következtében előálló erdőirtást, élőhelyének mezőgazdasági termőhellyé alakítását teszik felelőssé. Mindezen veszélyek ellenére az Alfréd-szarvas távoli, félreeső területeken még mindig létezik, különösképpen a Mt. Canlaon Nemzeti Park, a North Negros erdei rezervátum, a Mount Talinis/Lake Balinsasayao rezervátum és a Nyugati-Panay hegység (várhatóan nemzeti park lesz) védett területein. 1990-ben létrehozták a Philippine Spotted Deer Conservation Programot a faj természetvédelmére. Néhány szarvast Panayban, a Mari-it Conservation Centre-ben tartanak fogságban, két tenyésztő központ található Negrosban, és több európai állatkert is tart néhány példányt.
1987 óta a Silliman University emlősvédelmi programja foglalkozik a faj fogságban történő szaporításával. A sikeres program eredményeképpen több, fogságban született egyedet sikerül visszaengedni a déli Negros belső erdeibe.

### Veszélyek
Az erdőirtás jelentősen hozzájárult a faj egyedszámának csökkenéséhez. A helyi és sportvadászok által űzött vadászat szintén hatással volt rá. Hasonlóképpen veszélyt jelentett az élelmezési célú vadászat, csapdaállítás, és az élő állatok befogása házi kedvencek céljára. Az elszigeteltség és a populációk létszámának csökkenése valószínűsíthetően hozzájárult egyes csordák kihalásához. Bár fogságban megfigyelték a fajnak a R. mariannus fajjal való kereszteződését, a közös élőhely hiánya miatt a természetben ez nem jelenthet problémát.
A fajra leselkedő veszélyek miatt az IUCN kétszer is a veszélyeztetett fajok közé sorolta: először 1994-ben  (de egy évvel később lekerült a listáról) majd 1996-ban. A vadon élő állatok korlátozott száma (300 körül, a korábbi 1600-ról) arra enged következtetni, hogy a faj túlélésének esélye halvány.